# 茶臼山城 (摂津国)
茶臼山城（ちゃうすやまじょう）は、兵庫県神戸市北区にあった戦国時代の日本の城。
現在の長尾町上津の茶臼山城は、地元住民の要望に沿う形で公園化が行われ、展望台や顕彰碑などの整備もされた。「茶臼山城跡（ちゃうすやましろあと）」を改め、名称は「茶臼山城緑地」となった。
織田信長の家臣であった羽柴秀吉の三木城攻め（三木合戦）の際には、「一蓮坊（いちれんぼう）祐之（井上源太夫）」という土豪が250余の家臣を率いて茶臼山城の指揮を執っていたが、秀吉の配下による攻撃を受け降伏開城した。一蓮坊祐之は自分の自害を条件に、家臣の命を救ったと伝わる。その後茶臼山城は秀吉の家臣仙石秀久に与えられた。